# 锐果薹草
锐果薹草（学名：Carex tatsutakensis）是莎草科薹草属的植物，为台灣的特有植物。分布于台灣本島，多生长在山坡湿草地，目前尚未由人工引种栽培。